# Tidernas hockeygala
Tidernas hockeygala var en jubileumsgala som firades 17 november 2022 i Globen, Stockholm i samband med att Svenska Ishockeyförbundet fyllde 100 år. Under galan tilldelades priser till ishockeyspelare som blev utsedda till tidernas bästa spelare. Galan direktsändes på SVT1 och programledare för Tidernas hockeygala var Mark Levengood, galan sågs av 859.000 tittare.

## Priser
Följande vann på Tidernas hockeygala:
| Pris                   | Herrar | Damer |
| ---------------------- | --- | --- |
| Tidernas spelare       | Nicklas Lidström | Kim Martin |
| Tidernas målvakt       | Henrik Lundqvist | Kim Martin |
| Tidernas Back          | Nicklas Lidström | Gunilla Andersson Stampes                                                                                         |
| Tidernas forward       | Peter Forsberg | Erika Holst |
| Tidernas lag           | OS-landslaget 2006                                                                                                  | |
| Tidernas coach         | Tommy Sandlin | |
| Tidernas domare        | Dag Olsson | Katarina Timglas                                                                                                  |
| Tidernas klubblag      | Brynäs IF | Nacka HK |
| Tidernas ögonblick     | Börje Salmings ovationer i Canada Cup 1976                                                                          | |
| Tidernas All-Star Team | Målvakt: Henrik Lundqvist Backar: Börje Salming, Nicklas Lidström Forwards: Peter Forsberg, Mats Sundin, Håkan Loob | Målvakt: Kim Martin Backar: Jenni Asserholt, Emma Eliasson Forwards: Maria Rooth, Erika Holst, Danijela Rundqvist |
| NHL:s hederspris       | Börje Salming | |

## Galleri

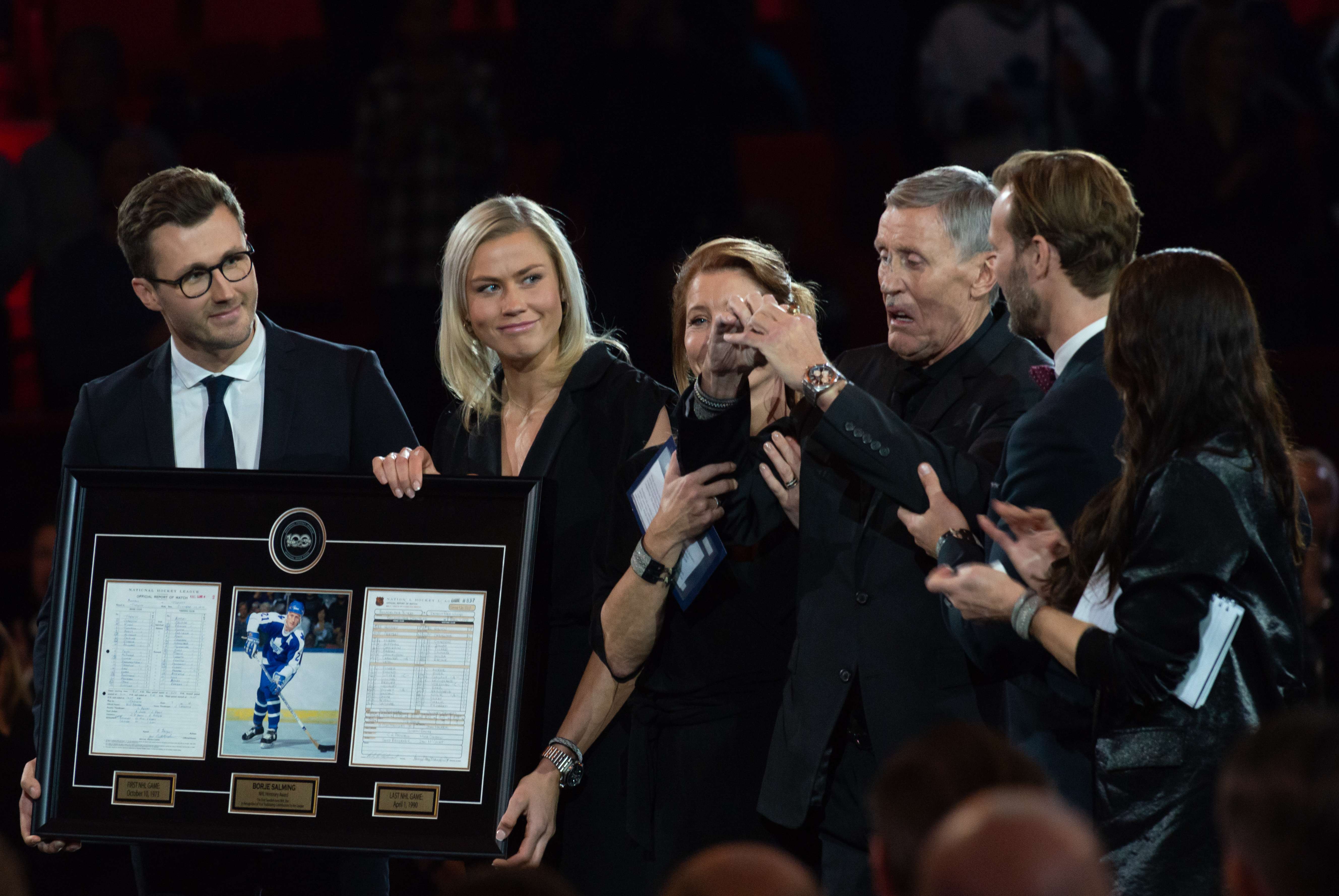
Börje Salming mottog NHL:s hederspris.
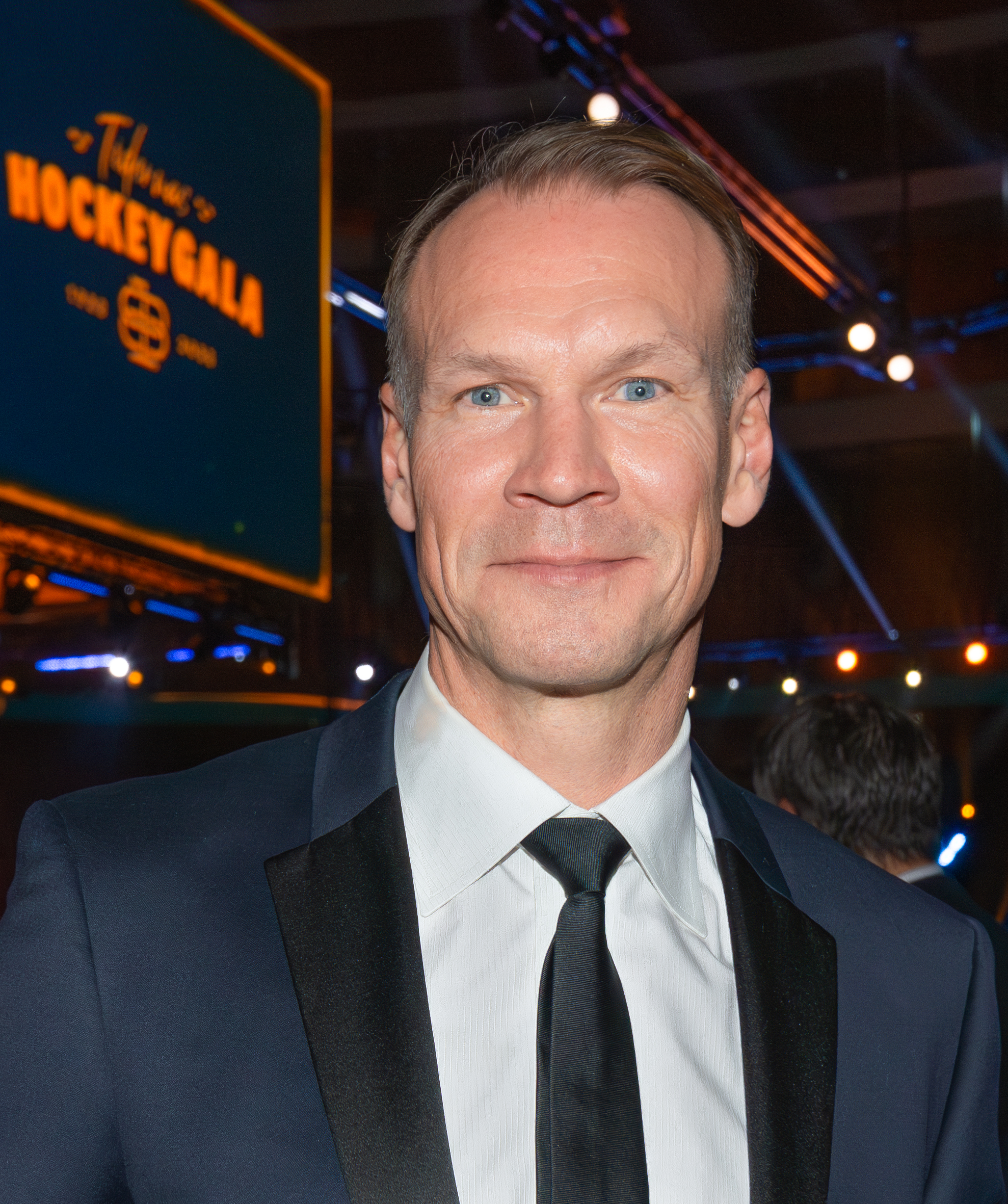
Nicklas Lidström utsågs till både tidernas bästa spelare och back.
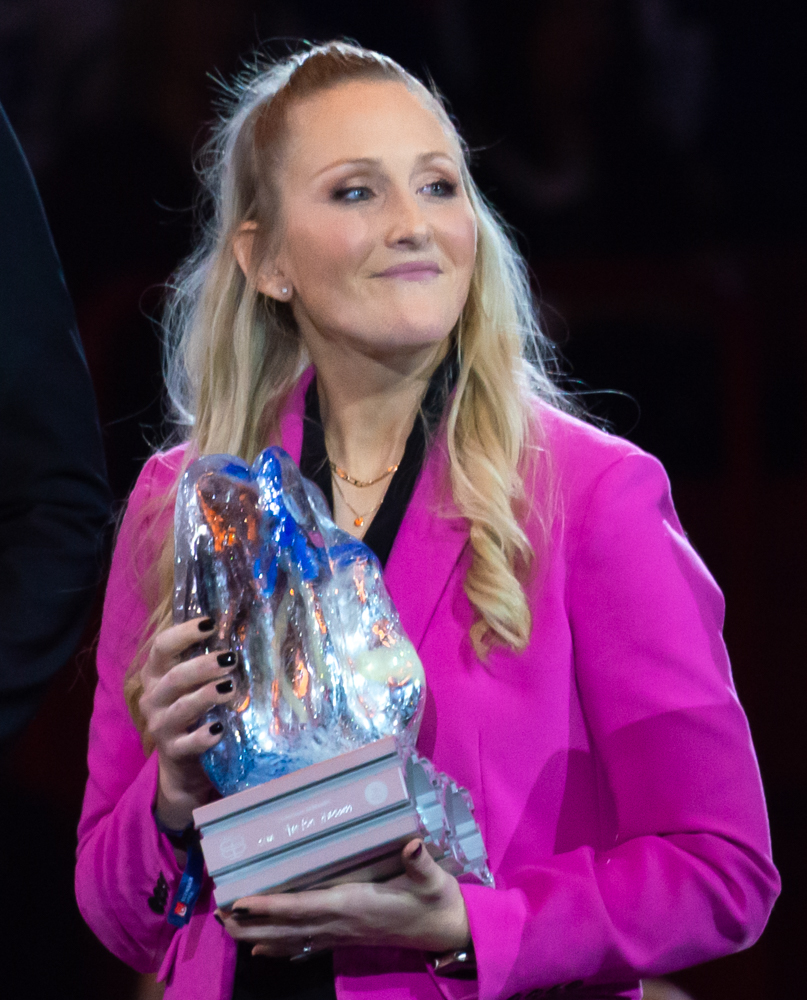
Kim Martin utsågs till tidernas bästa målvakt på damsidan.
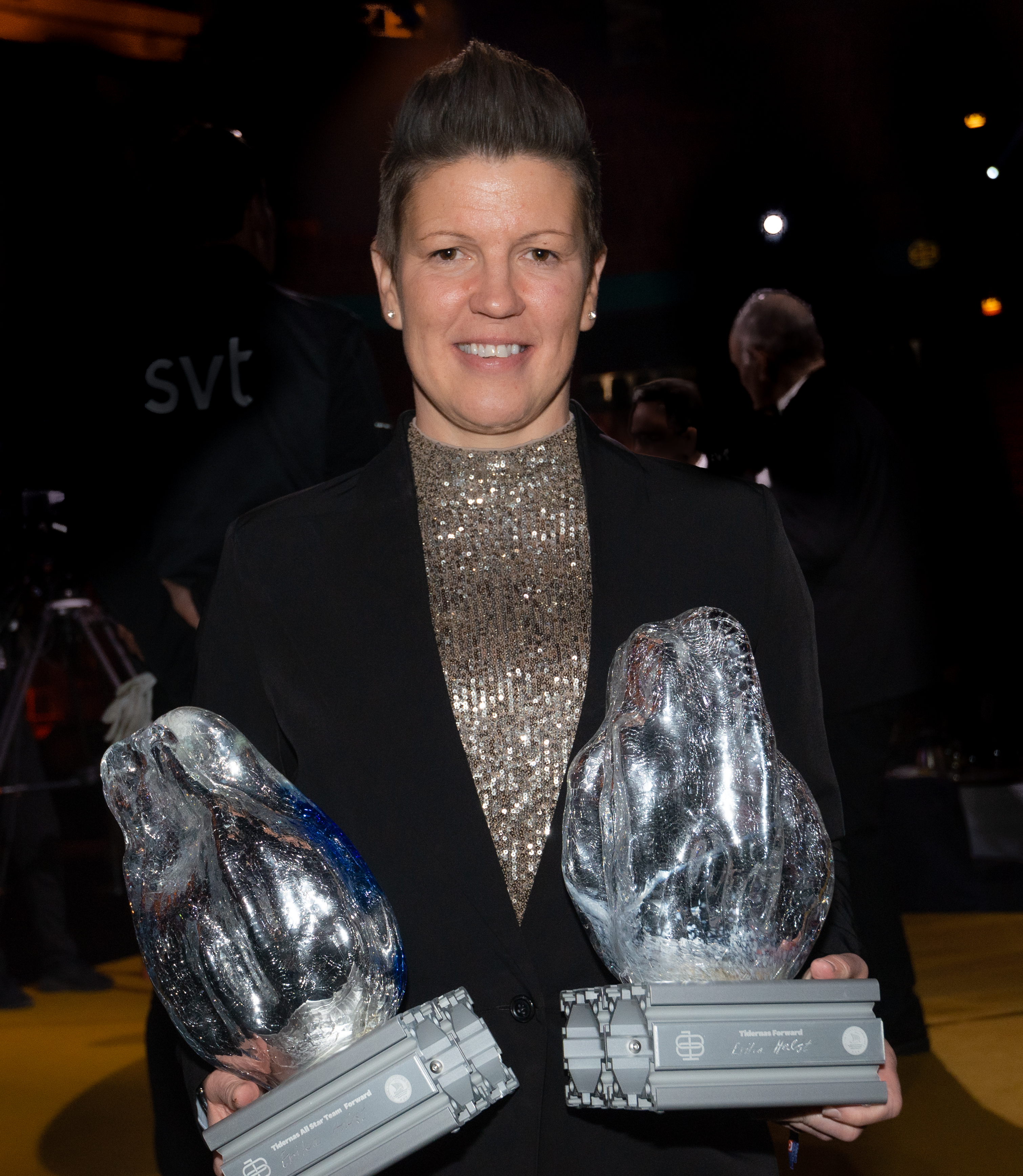
Erika Holst utsågs till både tidernas bästa forward och i tidernas All-Star Team på damsidan.
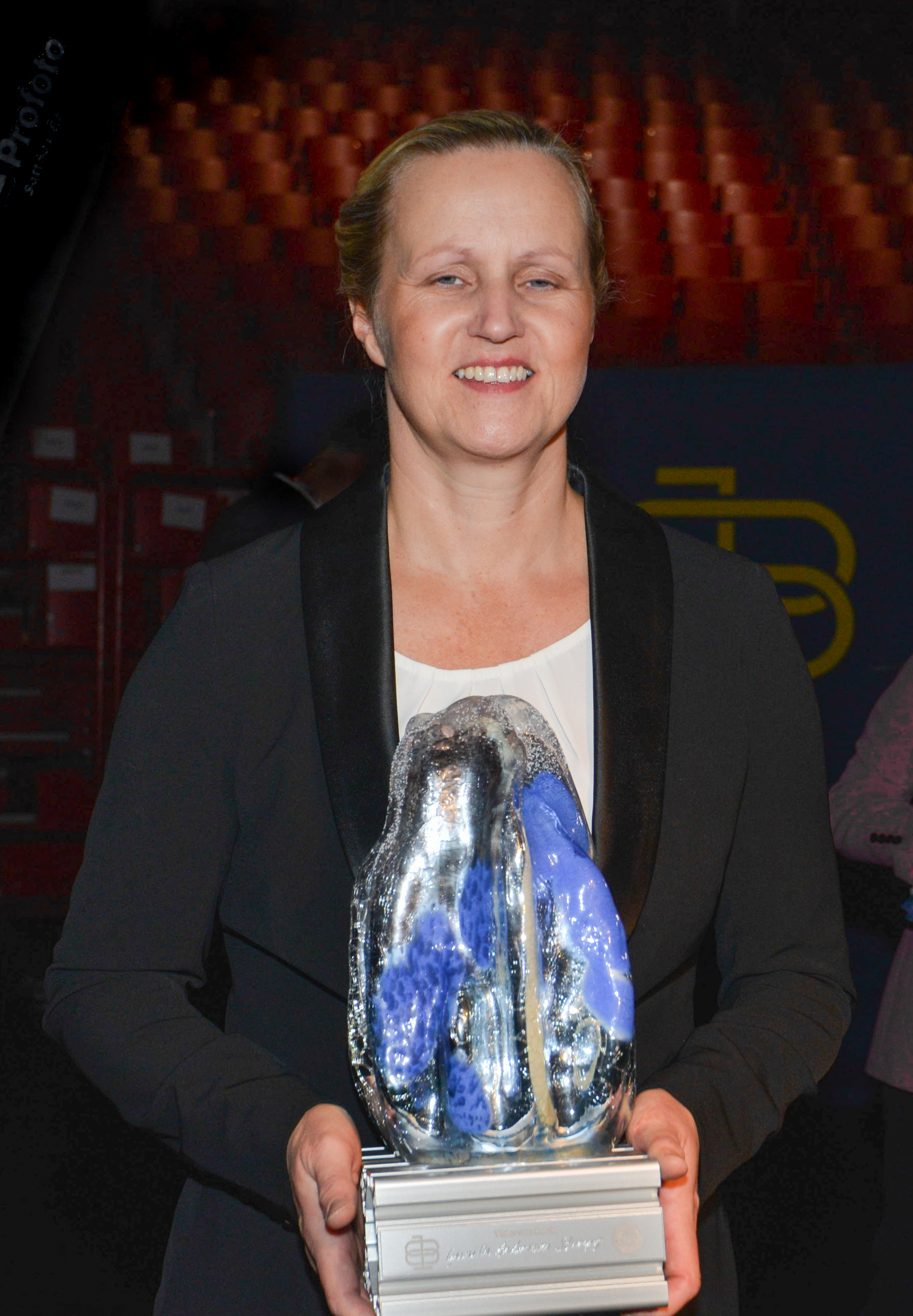
Gunilla Andersson Stampes utsågs till tidernas bästa back på damsidan.
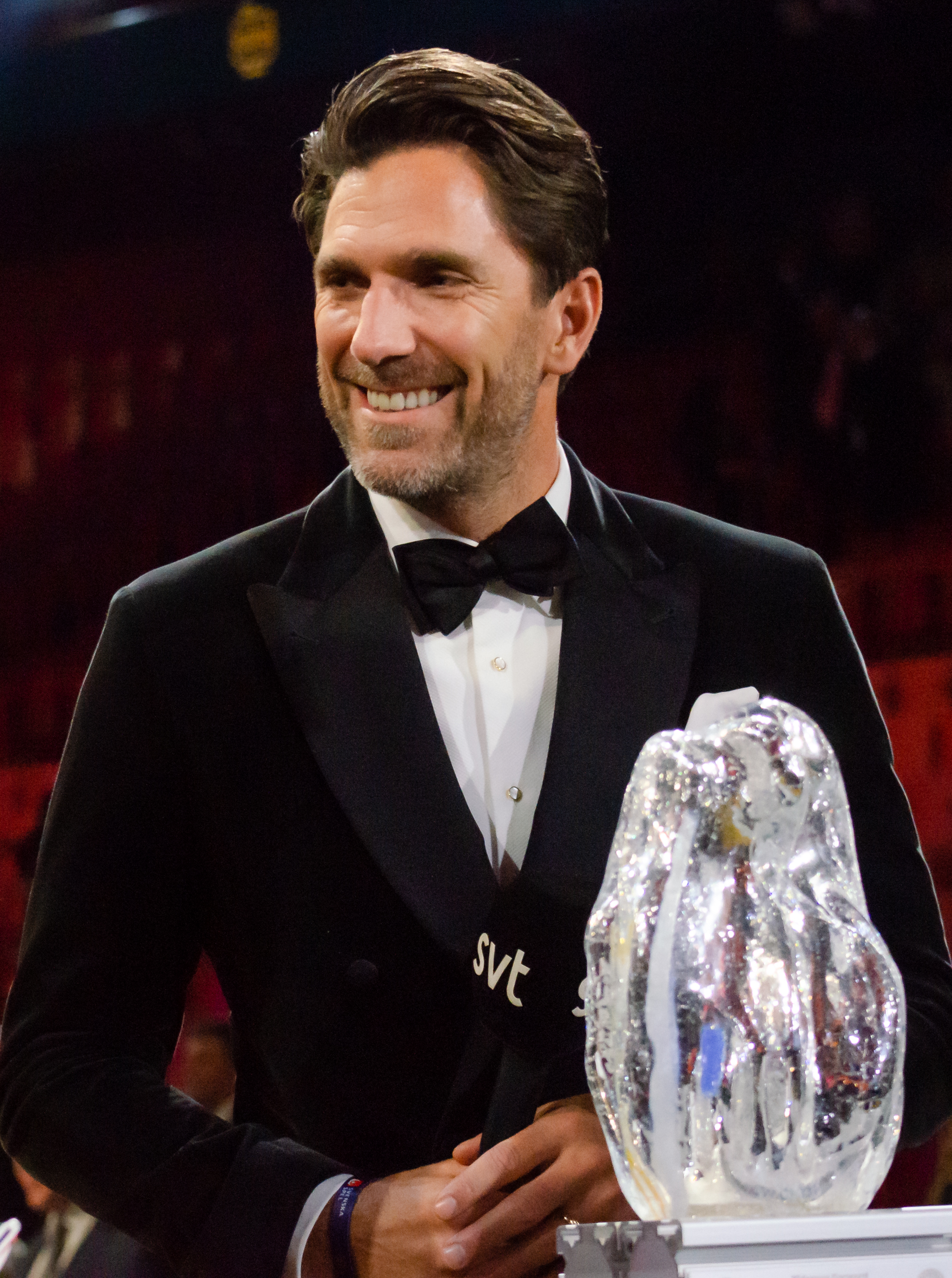
Henrik Lundqvist utsågs till tidernas bäste målvakt.

## Kritik
Tommy Salo var kritisk mot galan eftersom han var inte nominerad, trots att han blev inbjuden.